# Juan Blanchet
Juan Blanchet (Francia, ¿? -  Casma, Perú, 12 de enero de 1839) fue un marino y aventurero francés recordado por haber comandado una escuadrilla de corsarios confederados durante la guerra contra la Confederación Perú-Boliviana. Fue muerto en combate el 12 de enero de 1839.

## Biografía conocida
En 1838 llegó al puerto del Callao como primer timonel de la corbeta mercante francesa Edmond. Necesitada de barcos para afrontar la guerra la Confederación Perú-Boliviana que presidía Andrés de Santa Cruz había emitido un decreto el 17 de junio de 1837, que autorizaba el Corso, al año siguiente compró la nave en la cual servía Blanchet a quien designó comandante de la misma y otorgó patente de corso, autorizándole para operar contra cualquier nave enemiga de la Confederación. Tras armar en guerra su corbeta en los arsenales del Callao y lograr tras un primer combate que las naves chilenas levantaran el bloqueo, Blanchet se hizo a la mar capturando al norte del Callao tres naves enemigas. Tras aumentar su número con otros corsarios que aceptaron la oferta de Santa Cruz realizó una nueva incursión esta vez contra el puerto de Casma donde se encontraban las naves chilenas mandadas por el comandante de origen inglés Roberto Simpson. Ante su inferioridad en bocas de fuego Blanchet ideó tomar las naves enemigas al abordaje sin embargo resultó muerto por un disparo enemigo y su escuadrilla fue rechazada siendo una de sus naves, que había quedado inutilizada durante el choque, capturada. Tras esta acción los corsarios se dispersaron, cuando en Lima se tuvo noticias de la muerte de Blanchet el gobierno protectoral ordenó que se le realizaran solemnes exequias fúnebres.